# 円成院
円成院（えんじょういん）は、大阪府大阪市天王寺区にある仏教寺院。時宗。

## 概略と沿革
鎌倉時代後期に一遍が四天王寺を参詣した時に構えた庵の跡地という。延享元年（1744年）遊行第五十一代他阿賦存が寺を建てた。
境内には歌舞伎役者、関取など近世の芸能関係者の墓が多数存在するが、墓石の戒名から分かるように、ほとんどは他宗派の人である。

## 境内
- 松尾芭蕉墓[2] - 芭蕉の墓は複数あり、遺骨は埋葬されていない
- 植村文楽軒墓[3]

## 交通アクセス
- 地下鉄谷町線四天王寺前夕陽ヶ丘駅を下車、徒歩5分